# Упхузум
Упхузум (нем. Uphusum) — община в Германии, в земле Шлезвиг-Гольштейн.
Входит в состав района Северная Фрисландия. Подчиняется управлению Зюдтондерн. Население составляет 395 человек (на 31 декабря 2010 года). Занимает площадь 7,06 км².
Официальным языком в населённом пункте, помимо немецкого, является севернофризский.